# 百首藩
百首藩（ひゃくしゅはん）は、上総国天羽郡百首村（現在の千葉県富津市竹岡）を居所として、江戸時代前期の短期間存在した藩。1633年に能見松平家の松平重則が加増を受けて立藩したが、移封により7年で廃藩となった。

## 歴史

### 前史
15世紀後半、当地を治めていた真里谷氏（上総武田氏）は、東京湾に臨む標高約100mの山の上に、造海城を築いた。戦国時代に入ると安房国の戦国大名里見氏が勢力を伸ばし、造海城もその支配下に入った。伝説によれば、里見軍が造海城を攻めたとき、守将真里谷信隆が優れた和歌を百首詠めたら開城しようと申し出たところ、里見側の大将が和歌を百首つくって送り返したため、守将は降伏した。これを記念して「百首城」と城の名を改めたといい、城下の港や村も「百首」の名で呼ばれた。
天正18年（1590年）、小田原征伐に遅参した里見氏は、豊臣秀吉によって領国を安房国1国に削減され（館山藩参照）、上総国は徳川家康に与えられた。徳川家康は、百首を含む天羽郡を内藤家長（佐貫藩主）の所領とした。城山の百首城はこのとき廃城となった。

### 立藩から廃藩まで
寛永10年（1633年）4月、大番頭を務めていた松平重則（能見松平家）が4000石を加増され、合計で1万500石の所領を領することとなったことから、諸侯に列することになった。重則は、百首村に陣屋を構え、ここに百首藩が立藩した。重則の陣屋は、のちに白河藩が建てた竹ヶ岡陣屋とは別の場所にあったと考えられているが、位置ははっきりしない。
寛永17年（1640年）、松平重則は下野国皆川藩に移封された。このため、百首藩は廃藩となった。

### 後史
百首藩の廃藩後、百首村は幕府領となり、旗本知行地・代官支配地として領主をたびたび変えながら江戸時代後期に至った。
江戸時代後期、異国船の出没から次第に海防が重要視されるようになった。寛政の改革を推進した老中松平定信（奥州白河藩主）は海防の整備を提唱し、寛政5年（1793年）にはみずから東京湾沿岸の巡検を行ったが、同年7月に定信は老中を辞任した。
文化7年（1810年）、幕府は白河藩主松平定信に東京湾房総側の防備を命じ、翌文化8年（1811年）に領地替えによって安房・上総の湾岸地域に3万石余の所領が与えられた。定信は、百首村の一角（現在の富津市立竹岡小学校周辺）に陣屋を設けて「竹ヶ岡陣屋」と命名し、また戦国時代の百首城址のある山上と山麓（2か所）に「竹ヶ岡台場」を築いた。なお、文化9年（1812年）5月に、定信は百首村の名を「竹ヶ岡村」に改めた。
文政6年（1823年）3月、松平氏が陸奥国白河藩から伊勢国桑名藩に移封されると、竹ヶ岡は天領となり、幕府代官が房総砲台支配を命じられた。その後、天保13年（1842年）に海岸防備は再び大名の担当となり、以後、竹ヶ岡を含む房総の湾岸部は武蔵国忍藩、陸奥国会津藩、備前国岡山藩、上野国前橋藩など、防備を担当する藩の所領として変遷した。なお、日米修好通商条約締結後の警備施設削減にともない安政5年（1858年）に竹ヶ岡陣屋・台場は廃止され、翌年に陣屋の管理が村方に移された。

## 歴代藩主
松平（能見）家
譜代 1万500石
1. 重則